# Eldar Salayev
Pour les articles homonymes, voir Salayev.
Eldar Salayev, de son nom complet Eldar Yunus oğlu Salayev, né le 31 décembre 1933 à Nakhitchevan et mort le 20 juin 2022) est un physicien azerbaïdjanais, docteur en sciences physiques et mathématiques, académicien, président de l'Académie des sciences d'Azerbaïdjan en 1983-1997, lauréat du prix d'État de la RSS d'Azerbaïdjan.

## Parcours professionnel
De 1970 à 1973, Eldar Salayev est directeur adjoint des affaires scientifiques à l'Institut de physique de l'Académie des sciences d'Azerbaïdjan. En 1972, il reçoit le titre de lauréat du Prix d'État d'Azerbaïdjan, en 1975, il reçoit le diplôme de docteur en sciences physiques et mathématiques. Il est professeur depuis 1979. En 1980, il est élu membre correspondant de l'Académie des sciences, et en 1983 membre à part entière. De 1983 à 1997, il est élu président de l'Académie des sciences d'Azerbaïdjan. Il est lauréat des prix S.I. Vavilov, H.Z. Taguiyev, N. Narimanov. Il est membre de l'Académie islamique.

## Activité scientifique principale
Eldar Salaev est un scientifique dans le domaine de la physique du solide, de l'électronique quantique et de la photoélectronique. Il est passé par l'école de l'académicien  Hasan M. Abdullayev. Les principaux travaux sont consacrés à l'étude des semi-conducteurs, l'étude des spectres d'énergie des différents états. E.Salayev a étudié l'irradiation inductive dans des cristaux multicouches à l'aide de faisceaux d'électrons accélérés. Ces études ont permis de créer des convertisseurs de faisceau laser.
Un déflecteur, un décodeur, des photodétecteurs, des microréfrigérateurs électroniques, des dispositifs d'études métrologiques ont été créés à l'aide de semi-conducteurs, sous la direction d’E.Salaev.

## Décorations
- Prix d'État de la RSS d'Azerbaïdjan, 1972
- Ordre du Drapeau rouge du Travail
- Ordre de la Gloire, 31 janvier 1997.